# Гильорме, Луис
Луис Мигель Гильорме Гонсалес (исп. Luis Miguel Guillorme Gonzalez, 27 сентября 1994, Каракас) — венесуэльский и испанский бейсболист, инфилдер клуба Главной лиги бейсбола «Нью-Йорк Метс».

## Карьера
Луис Гильорме родился 27 сентября 1994 года в Каракасе. Кроме венесуэльского, он имеет испанское гражданство. В 2007 году их семья переехала в Дейви во Флориде. Луис окончил старшую школу в Корал-Спрингс, играл за школьную бейсбольную команду на позициях игрока второй базы и шортстопа. В 2013 году в десятом раунде драфта он был выбран клубом «Нью-Йорк Метс». Гильорме отказался от намерения поступить в колледж и подписал с командой профессиональный контракт.
Выступления в системе «Метс» Луис начал в 2013 году в Лиге Галф-Кост. Сезон 2014 года он провёл в составах «Кингспорт Метс» и «Саванна Сэнд Натс». В шестидесяти играх за оба клуба Гильорме отбивал с показателем 28,3 %. В Саванне он полностью провёл чемпионат 2015 года, по итогам которого был признан Самым ценным игроком Южно-Атлантической лиги. В ста семнадцати играх его показатель отбивания составил 31,4 %. Луис хорошо проявил себя в защите, а также украл семнадцать баз. Сайт Baseball America назвал его лучшим инфилдером по игре в защите в системе «Нью-Йорк Метс».
В марте 2016 года Гильорме в составе сборной Испании принял участие в матчах квалификационного турнира Мировой бейсбольной классики. Регулярный чемпионат он провёл в составе «Сент-Луси Метс», отбивая с показателем 26,3 % и продемонстрировав хорошее отношение уоков к страйкаутам (44/63). В сентябре Луис в составе сборной Испании стал серебряным призёром чемпионата Европы и был признан лучшим оборонительным игроком турнира.
Весной 2017 года Луис принял участие в предсезонных сборах основного состава «Метс», но перед началом регулярного чемпионата был отправлен в команду АА-лиги «Бингемтон Рамбл Понис». За клуб он сыграл в ста двадцати восьми матчах, отбивая с показателем 28,3 %. В следующем году Гильорме стал одним из лучших игроков «Метс» на сборах, но сезон начал в «Лас-Вегас Фифти-Уанс». После двадцати восьми игр он был лидером команды по показателю занятия баз. В мае 2018 года Луис был вызван в основной состав и дебютировал в Главной лиге бейсбола.